# Sparidae
Famille
Les Sparidae (sparidés) sont une famille de poissons marins perciformes. Elle comporte 39 genres.

## Description et caractéristiques
Cette famille comprend des espèces presque toutes exclusivement marines ; on en trouve dans des eaux tropicales ou tempérées, principalement dans l'Atlantique mais aussi dans les océans Indien et Pacifique (ils sont particulièrement courants en Méditerranée et en Afrique du Sud). Les plus grandes espèces peuvent atteindre 1,20 m. La plupart sont carnivores, et se nourrissent de poissons ou d'invertébrés benthiques. 
Ils sont caractérisés par une nageoire dorsale tenue par 10-13 épines et 10-15 rayons mous. La nageoire anale comporte quant à elle 3 épines et 8-14 rayons mous, et les rayons branchiostegaux sont au nombre de 6. Le maxillaire est dissimulé par un fourreau quand la bouche est fermée. Les vertèbres sont au nombre de 24. 
Plusieurs espèces sont hermaphrodites, simultané (deux appareils sexuels fonctionnels) ou suivant l'âge. 
Plusieurs espèces sont exploitées commercialement, comme les daurades.

## Liste des genres
Selon World Register of Marine Species (11 fév. 2024) :
- Acanthopagrus (Peters, 1855) - certains Pagres
- Amamiichthys Tanaka & Iwatsuki, 2015
- Archosargus (Gill, 1865) - les Rondeaux
- Argyrops Swainson, 1839) - certains Spares
- Argyrozona (Smith, 1938) - Denté charpentier
- Boops (Cuvier, 1814) - les Bogues
- Boopsoidea Castelnau, 1861
- Calamus (Swainson, 1839) - les Daubenets
- Centracanthus Rafinesque, 1810
- Cheimerius (Smith, 1938) - certains Dentés
- Chrysoblephus (Swainson, 1839) - certains Spares
- Chrysophrys Quoy and Gaimard, 1824
- Crenidens (Valenciennes in Cuvier et Valenciennes, 1830) - Saupe de Mer Rouge
- Cymatoceps (Smith, 1938) - Spare nasique
- Dentex (Cuvier, 1814) - certains Dentés
- Diplodus (Rafinesque, 1810) - certains Sars
- Evynnis Jordan et Thompson, 1912
- Gymnocrotaphus Günther, 1859
- Lagodon (Holbrook, 1855) - Sar salème
- Lithognathus (Swainson, 1839) - les Marbrés
- Oblada (Cuvier, 1829) - Oblade
- Pachymetopon (Günther, 1859) - les Hottentots
- Pagellus (Valenciennes in Cuvier & Valenciennes, 1830) - les Pageots
- Pagrus (Cuvier, 1816) - certains Pagres
- Parargyrops Tanaka, 1916
- Petrus (Smith, 1938) - Denté du Cap
- Polyamblyodon (Norman, 1935) - certains Sars
- Polysteganus (Klunzinger, 1870) - certains Dentés
- Porcostoma (Smith, 1938) - Spare dentue
- Pterogymnus (Smith, 1938) - Spare panga
- Rhabdosargus (Fowler, 1933) - les Sargues
- Sarpa (Bonaparte, 1831) - Saupe
- Sparidentex (Munro, 1948) - Spare sobaity
- Sparodon (Smith, 1938) - Spare broyeuse
- Sparus (Linnaeus, 1758) - Daurade royale
- Spicara maena Rafinesque, 1810 -- Mendoles
- Spondyliosoma (Cantor, 1849) - certaines Dorades
- Stenotomus (Gill, 1865) - certains Spares
- Virididentex (Poll, 1971) - Denté du Cap Vert

Selon Paleobiology Database (9 mars 2019) :
- † Sparnodus Agassiz, 1839, Éocène du Monte Bolca (Italie)

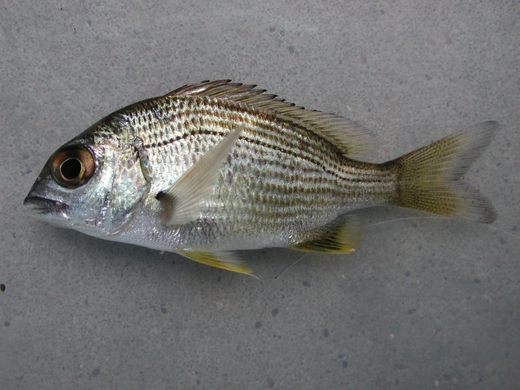
Acanthopagrus australis
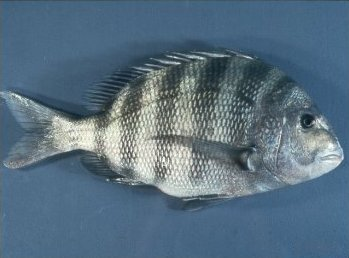
Archosargus probatocephalus
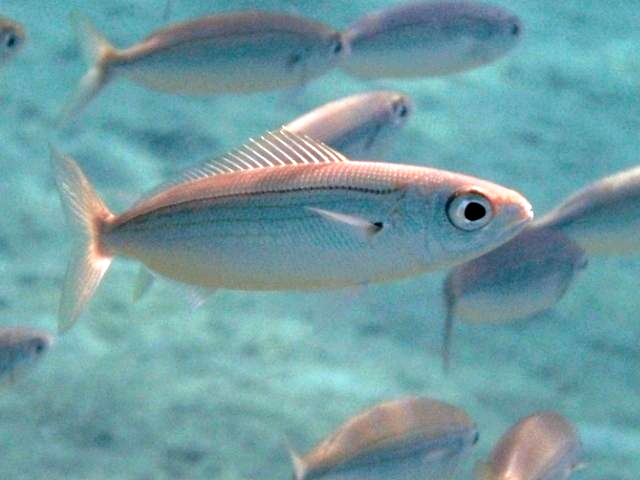
Boops boops
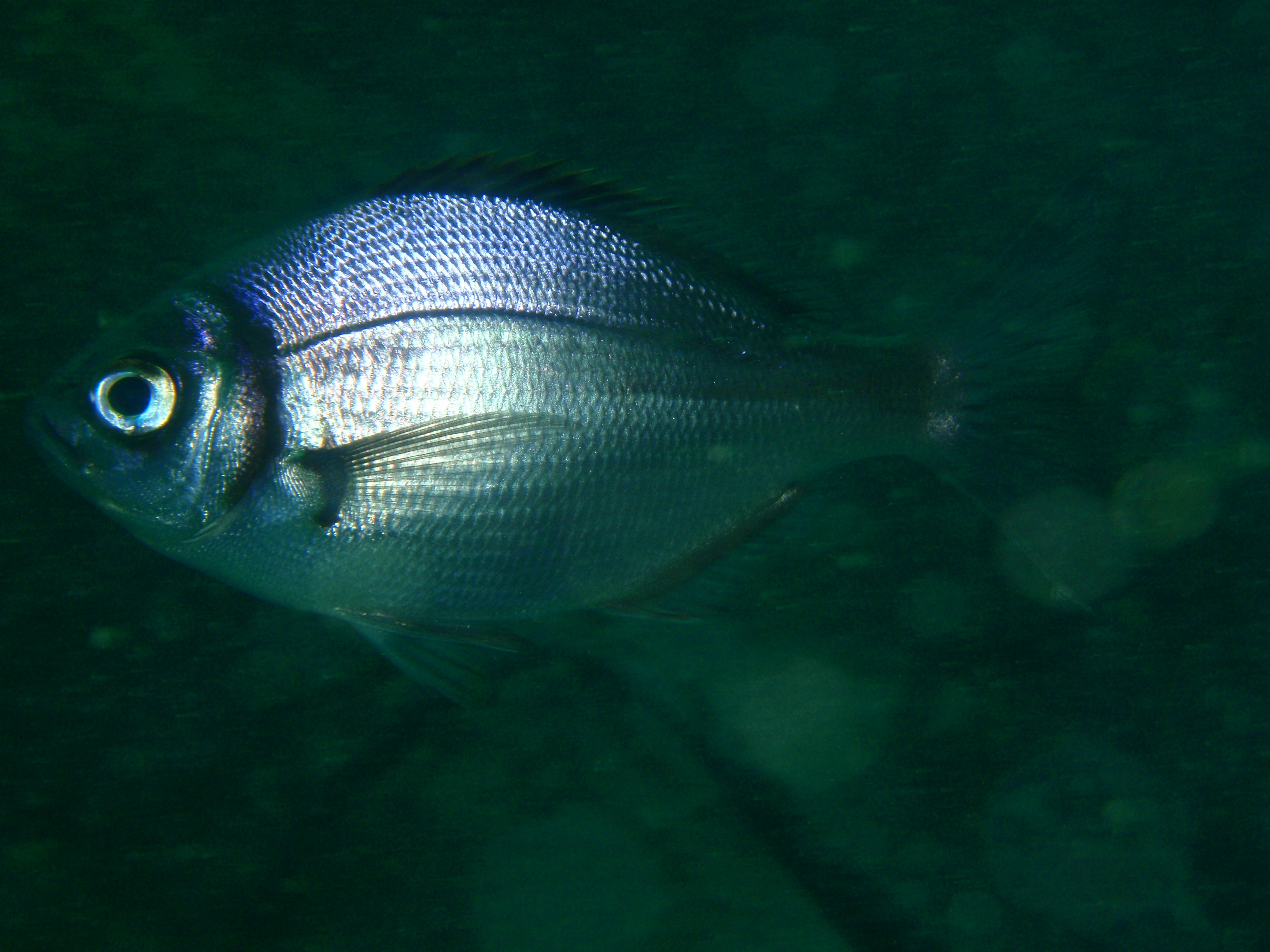
Boopsoidea inornata
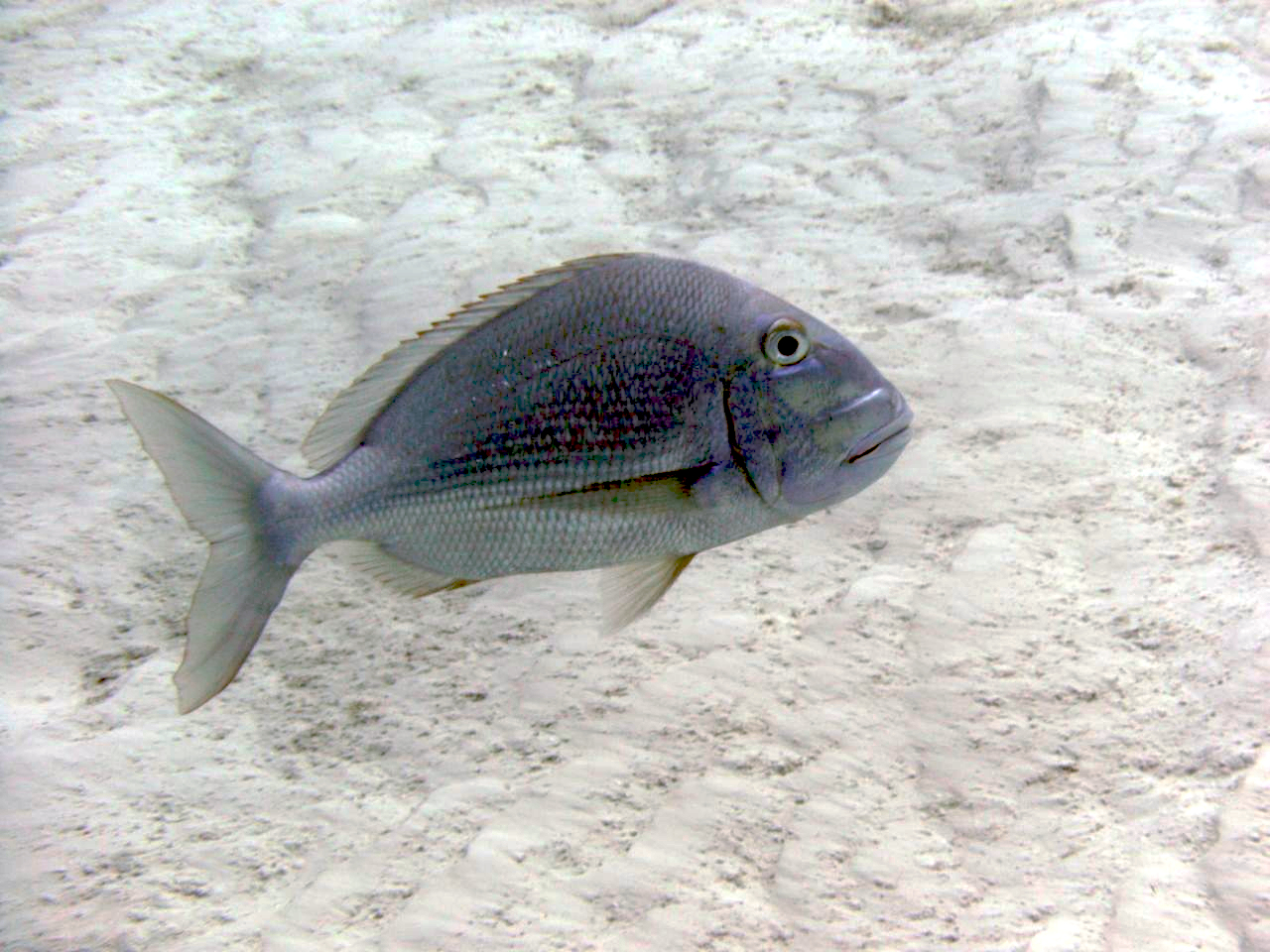
Calamus calamus
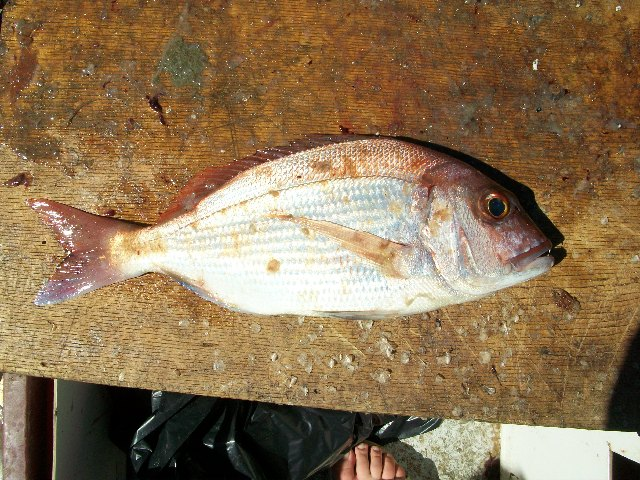
Cheimerius nufar
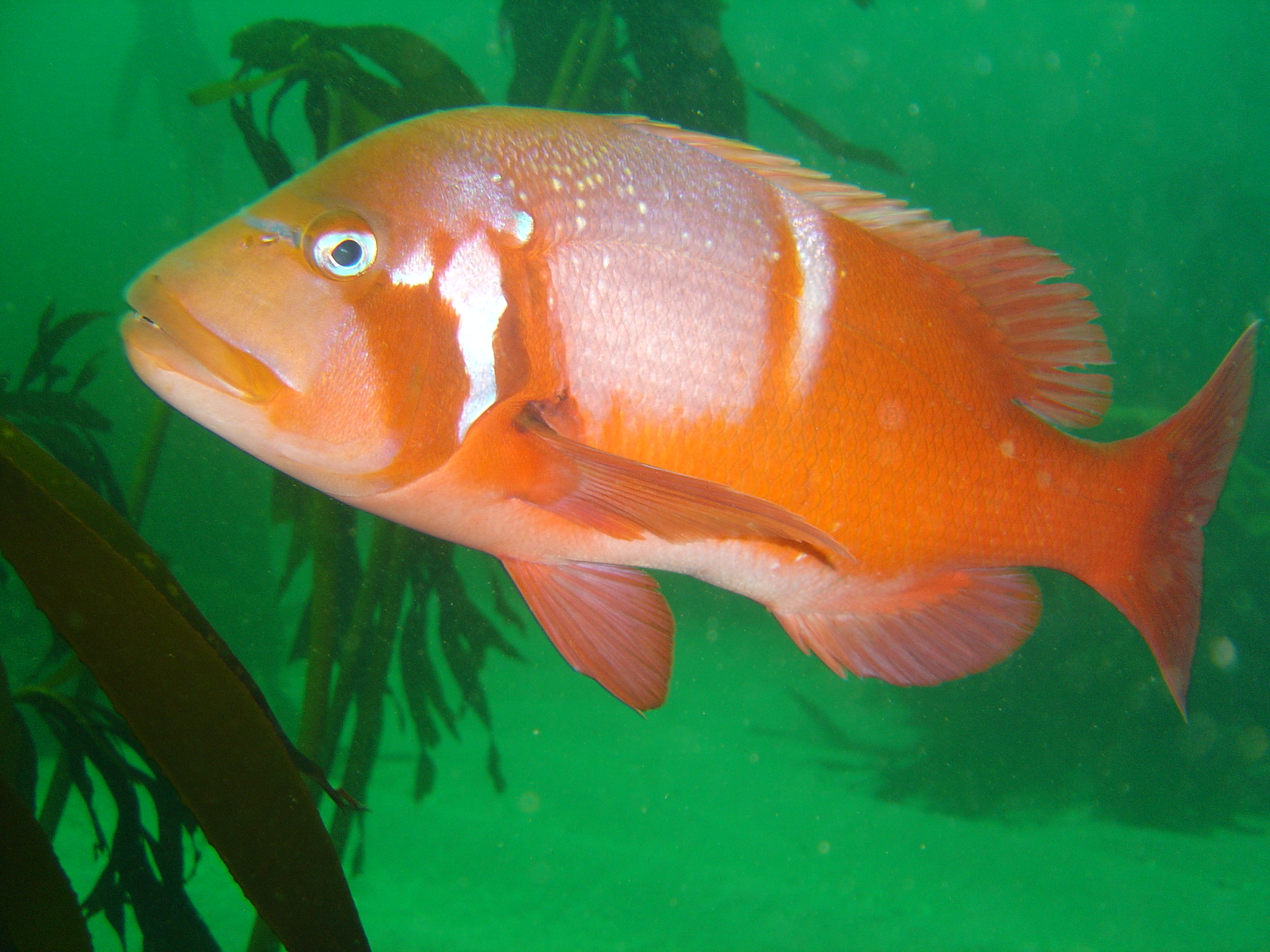
Chrysoblephus laticeps
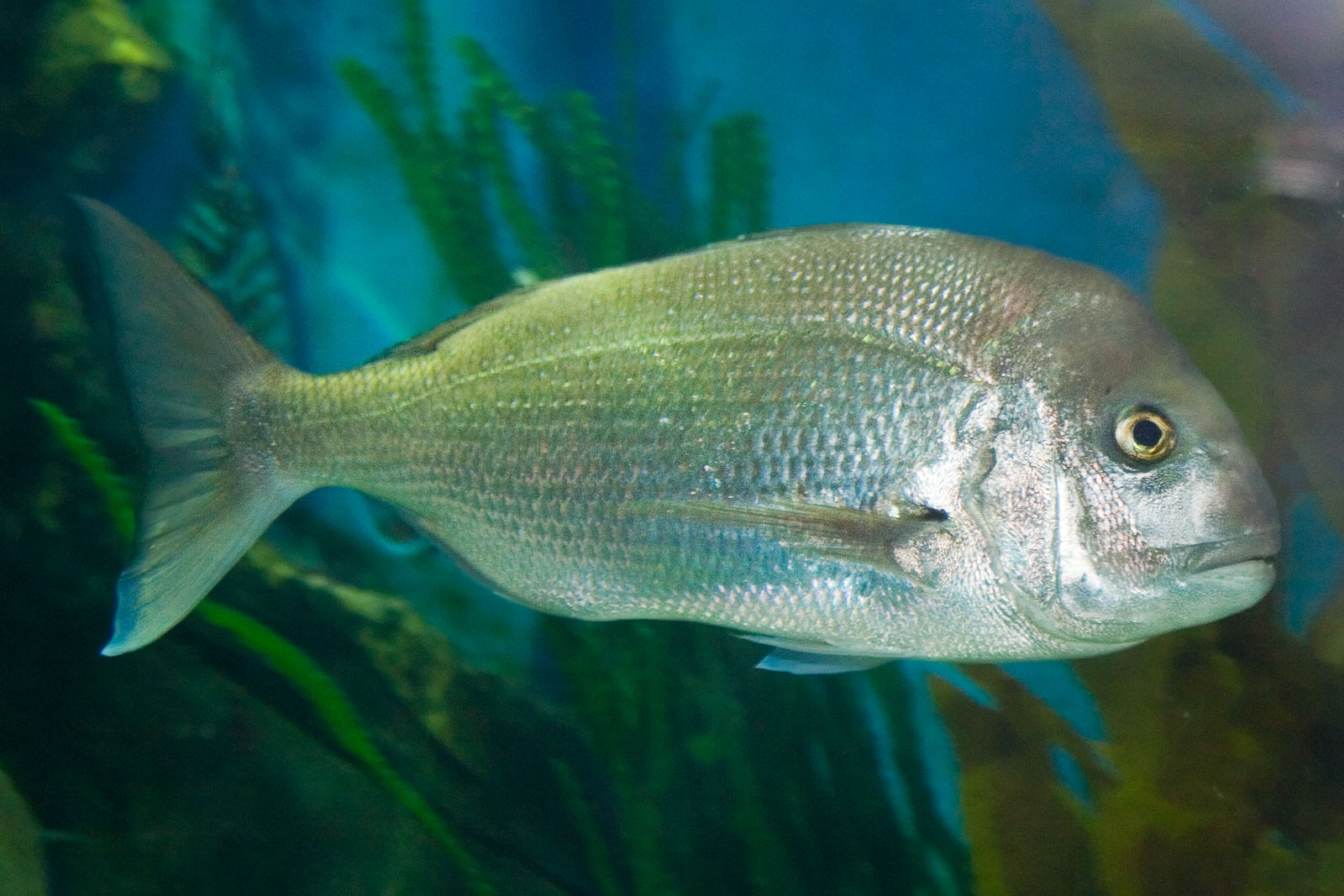
Chrysophrys auratus
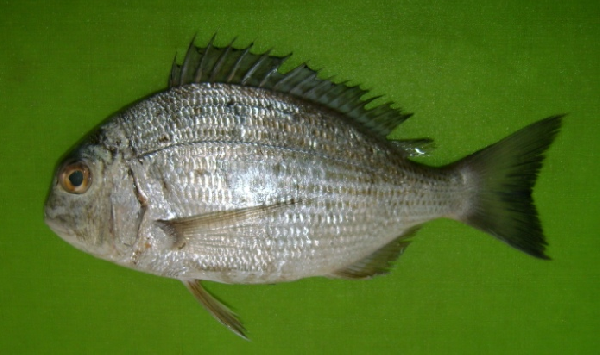
Crenidens crenidens
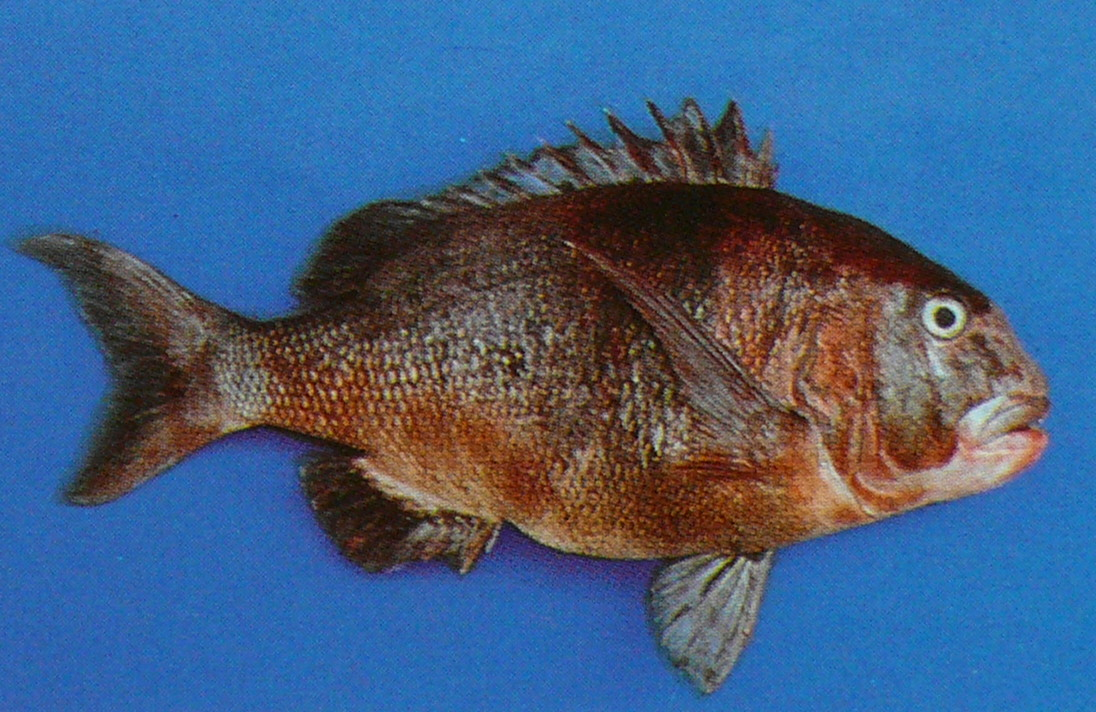
Cymatoceps nasutus
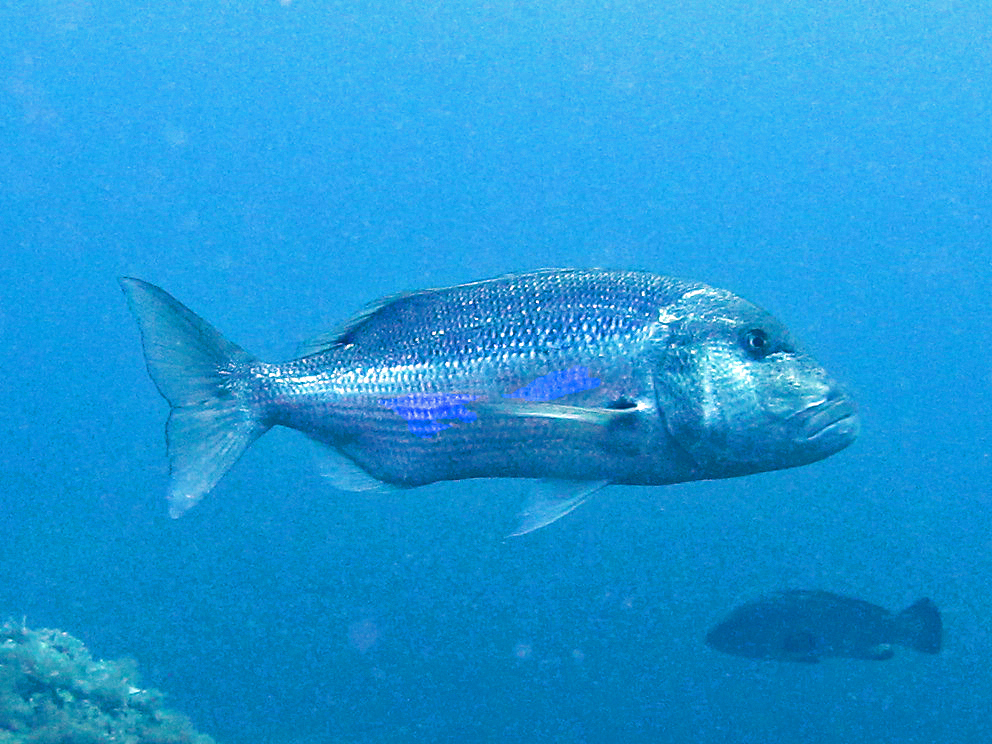
Dentex dentex
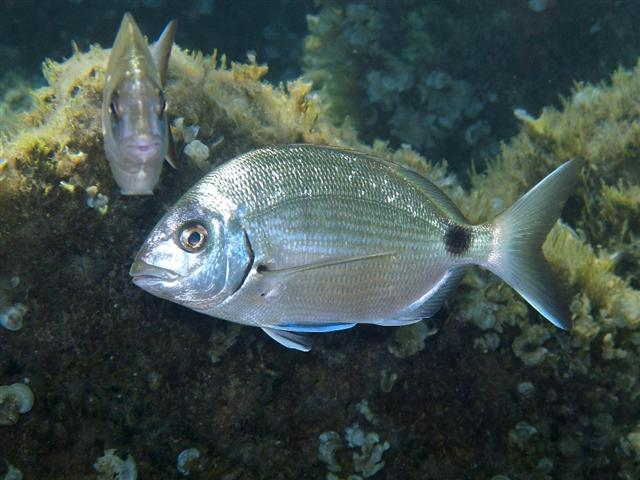
Diplodus sargus
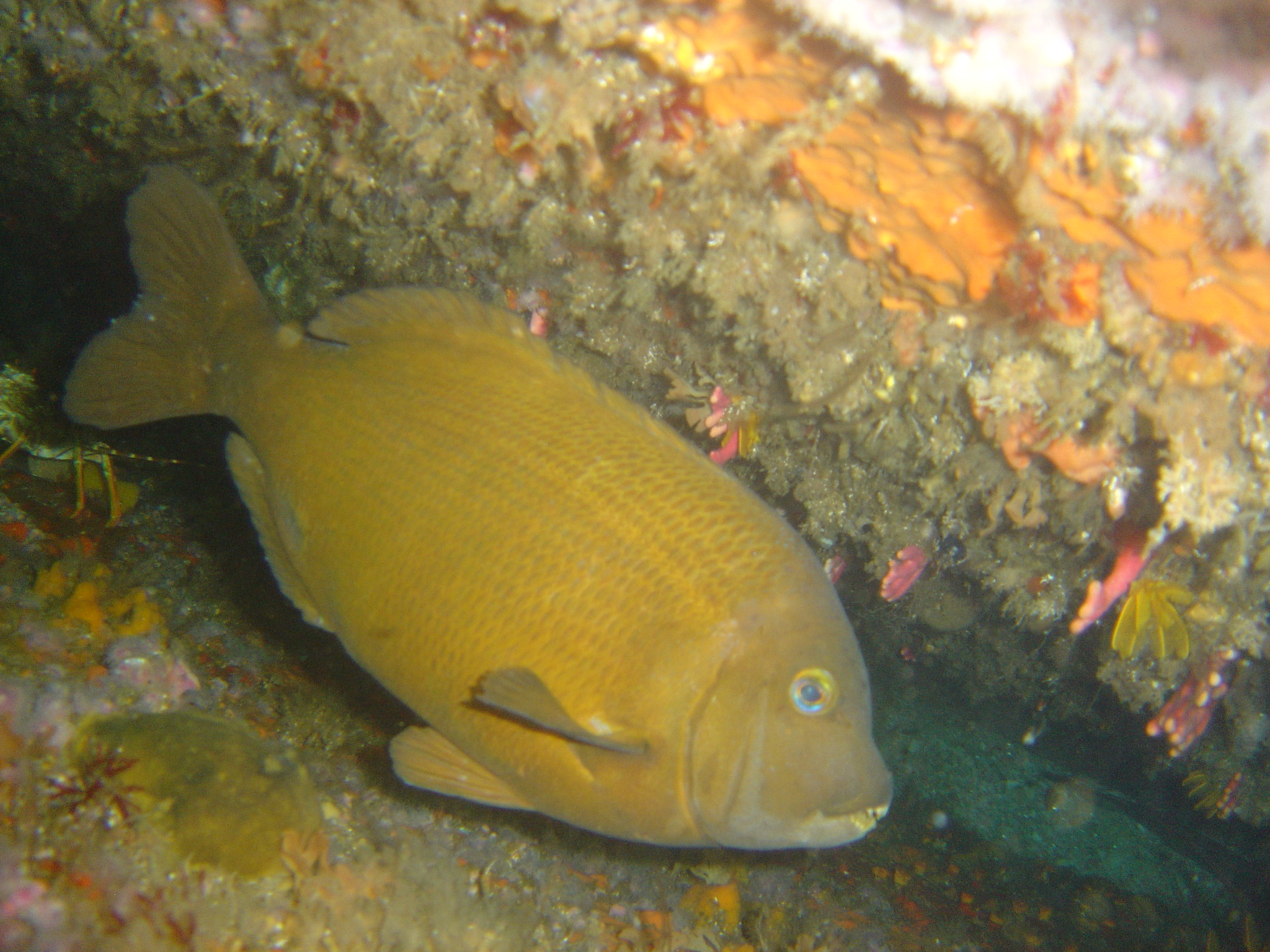
Gymnocrotaphus curvidens
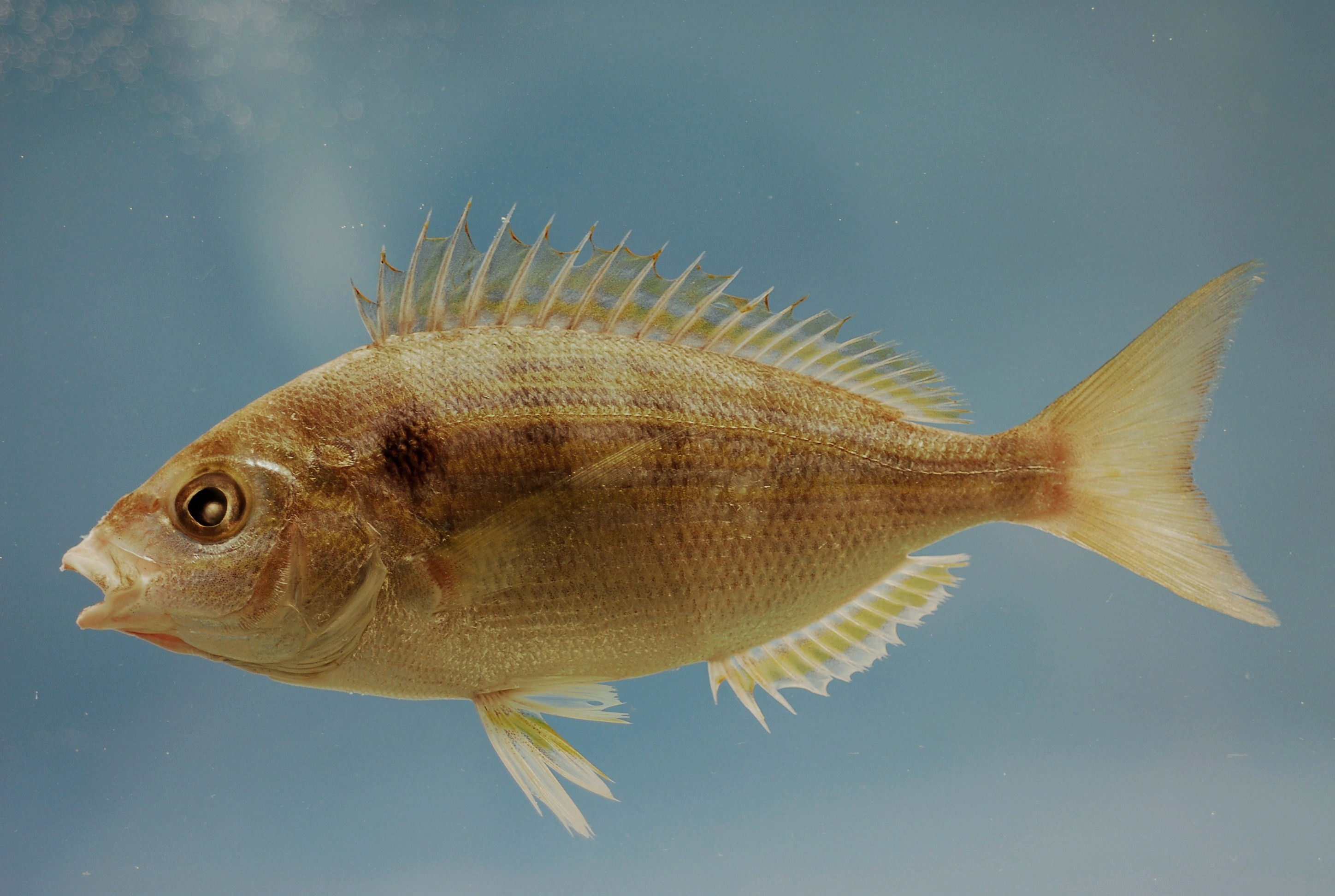
Lagodon rhomboides
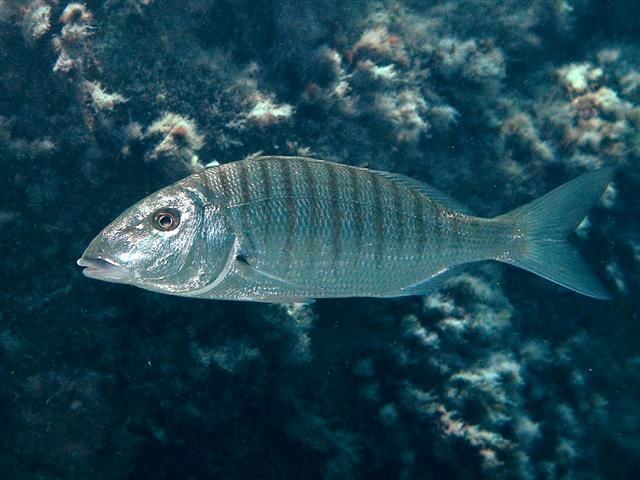
Lithognathus mormyrus
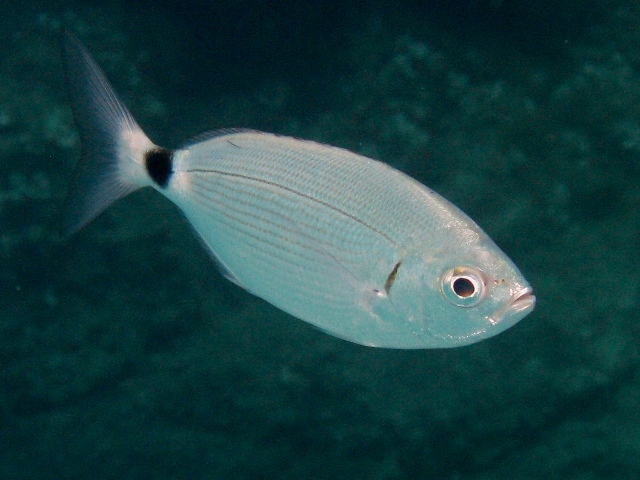
Oblada melanura
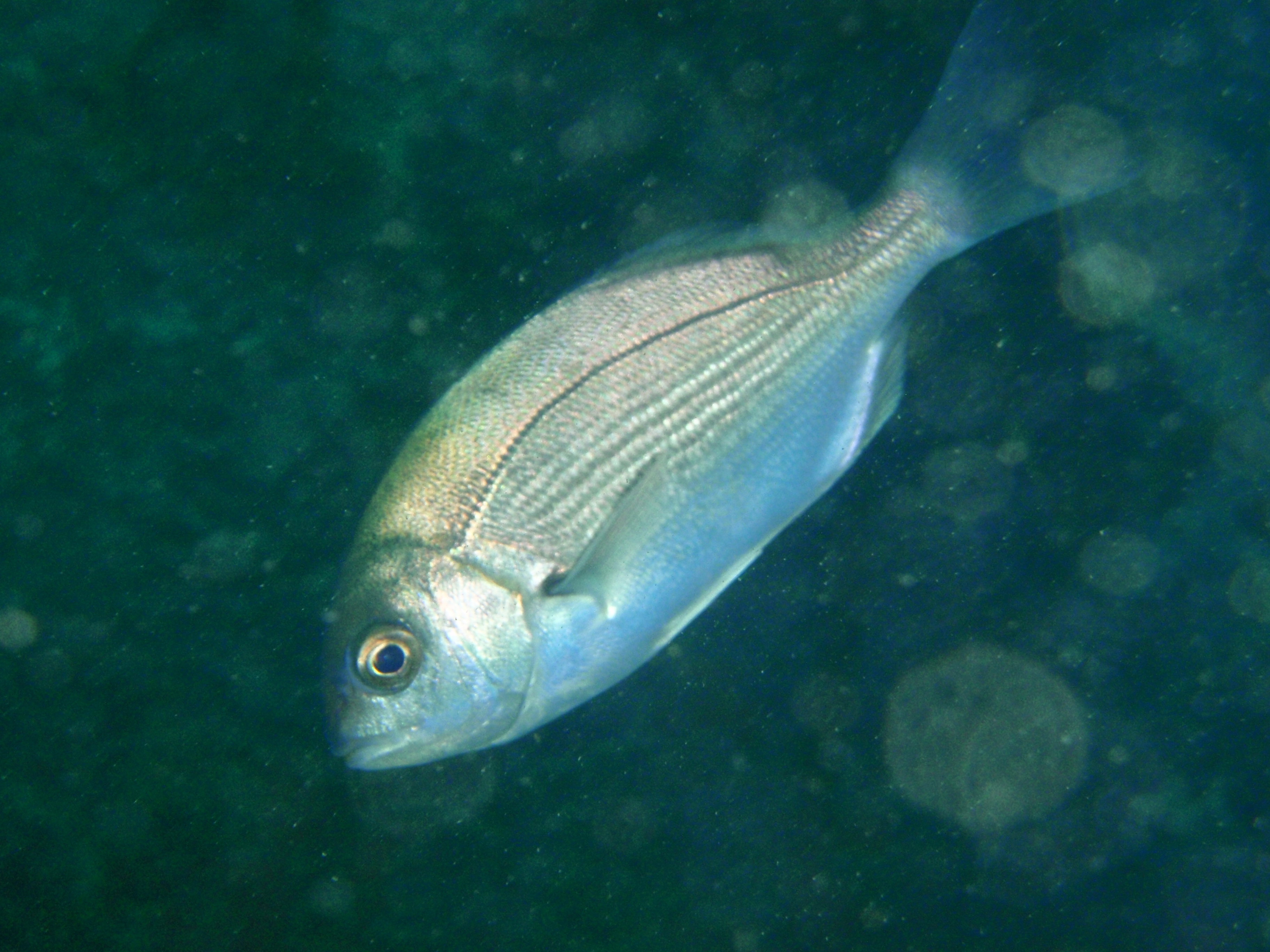
Pachymetopon blochii
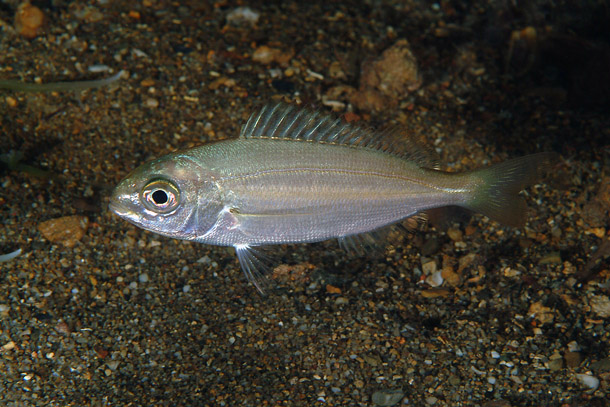
Pagellus acarne
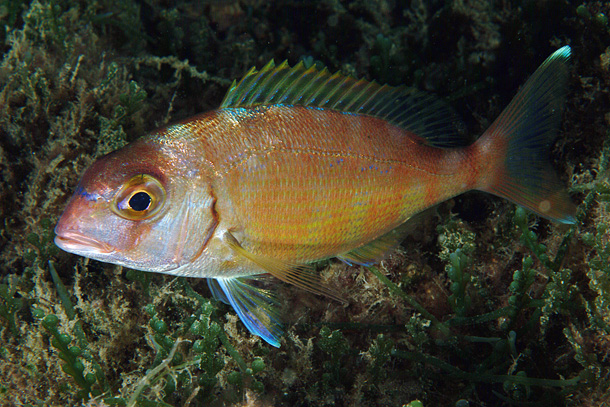
Pagrus pagrus
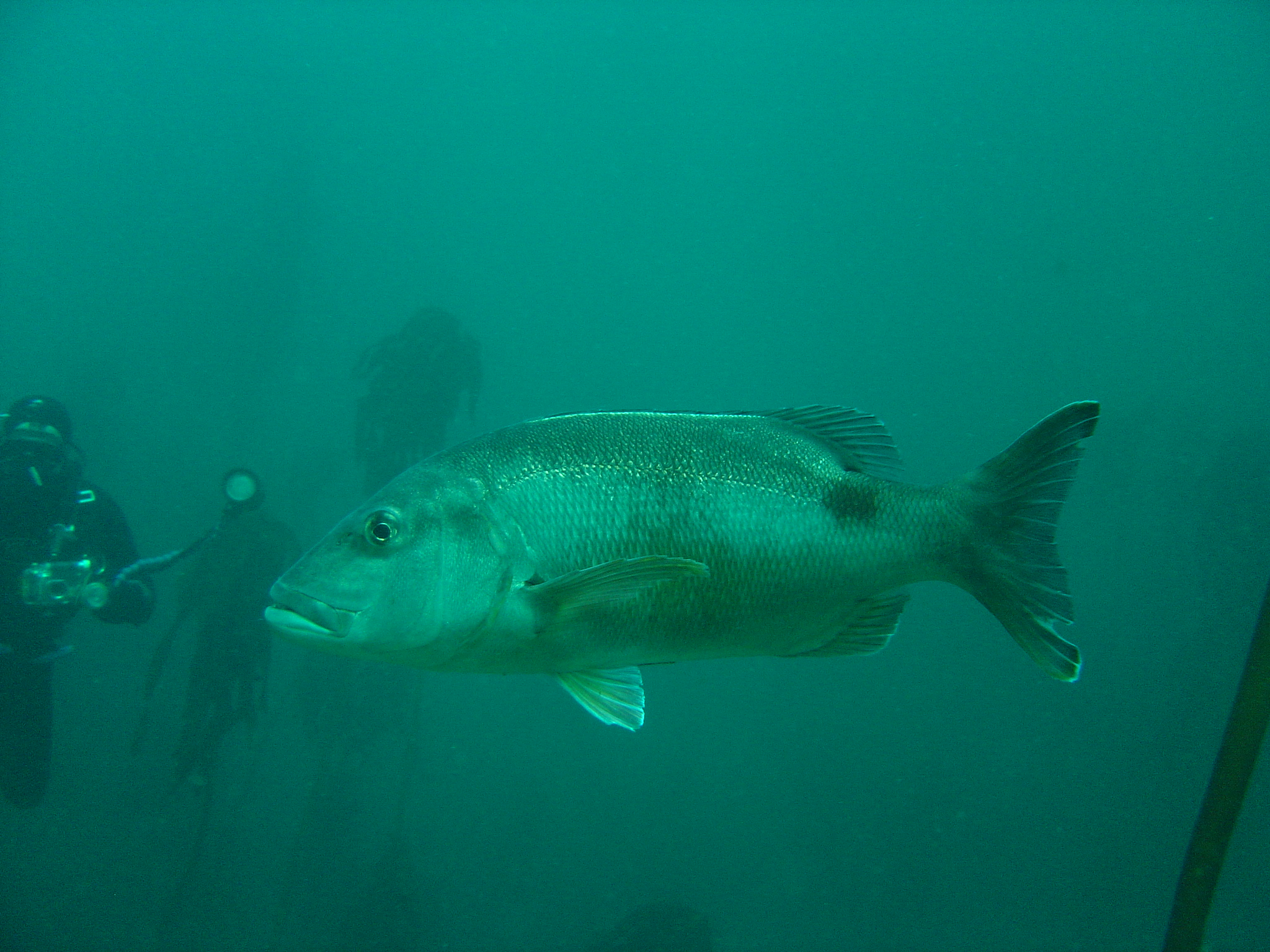
Petrus rupestris
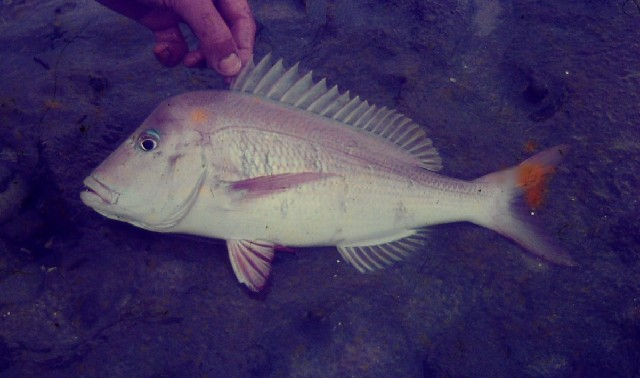
Polysteganus praeorbitalis
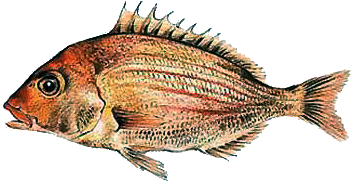
Pterogymnus laniarius
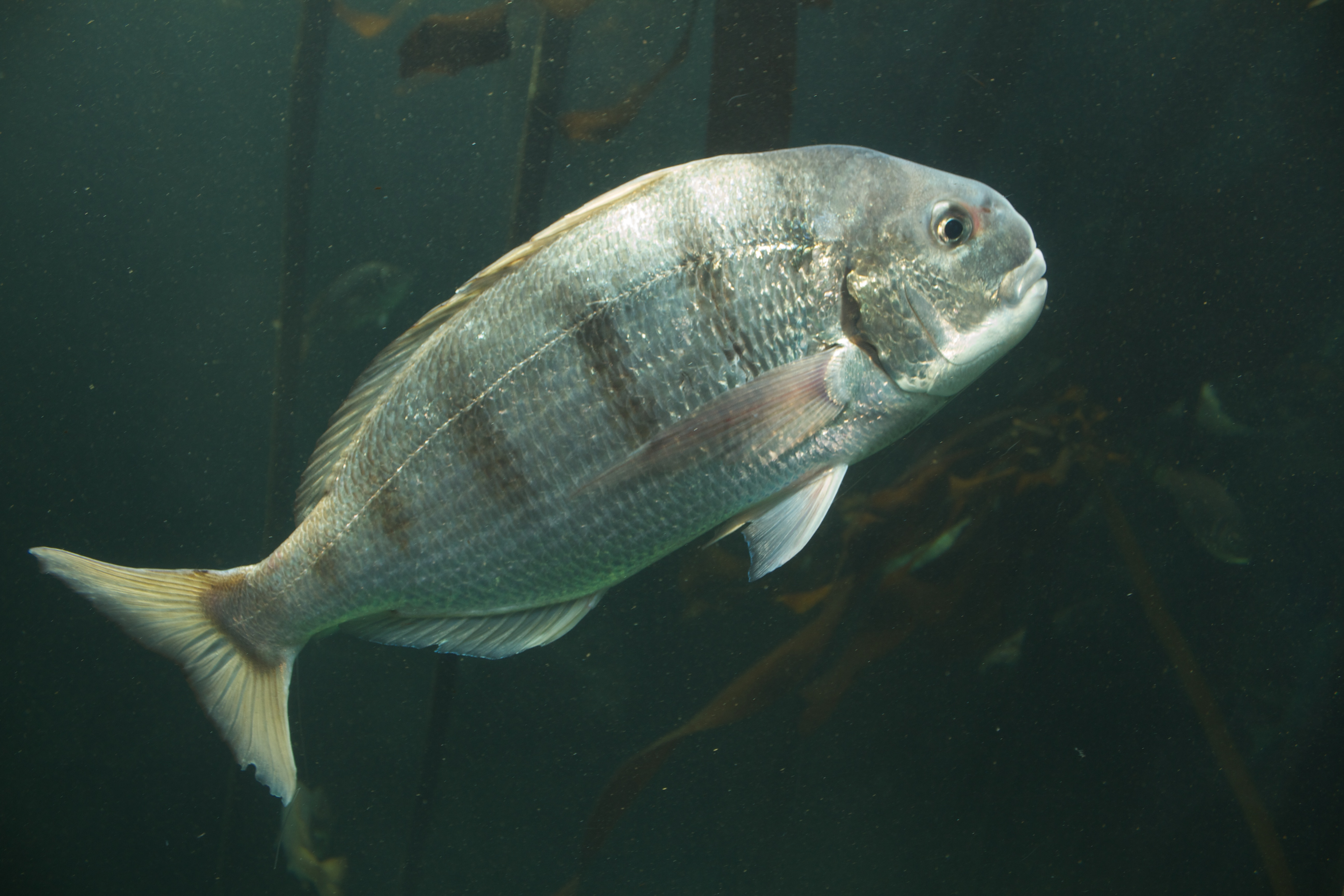
Rhabdosargus globiceps
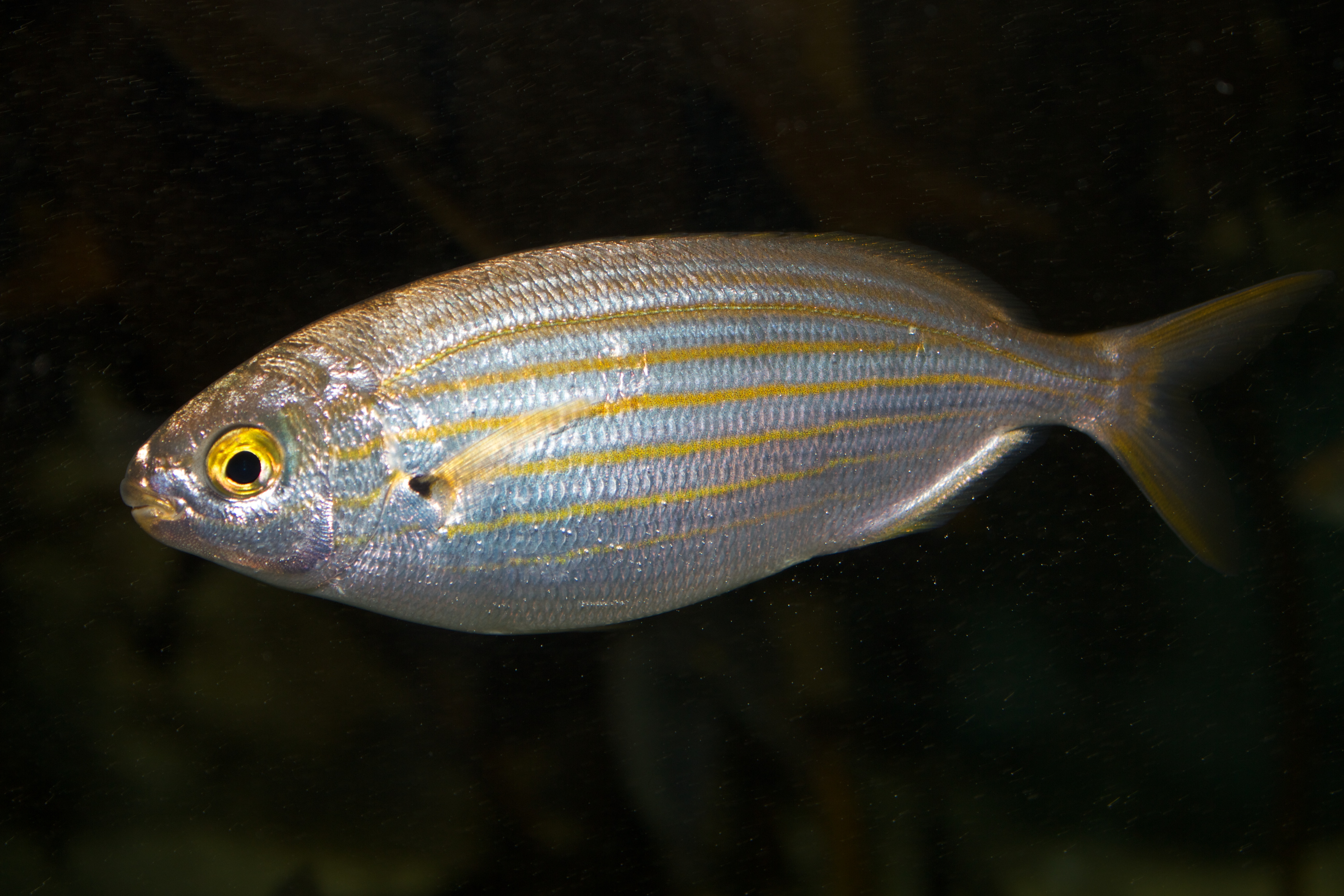
Sarpa salpa
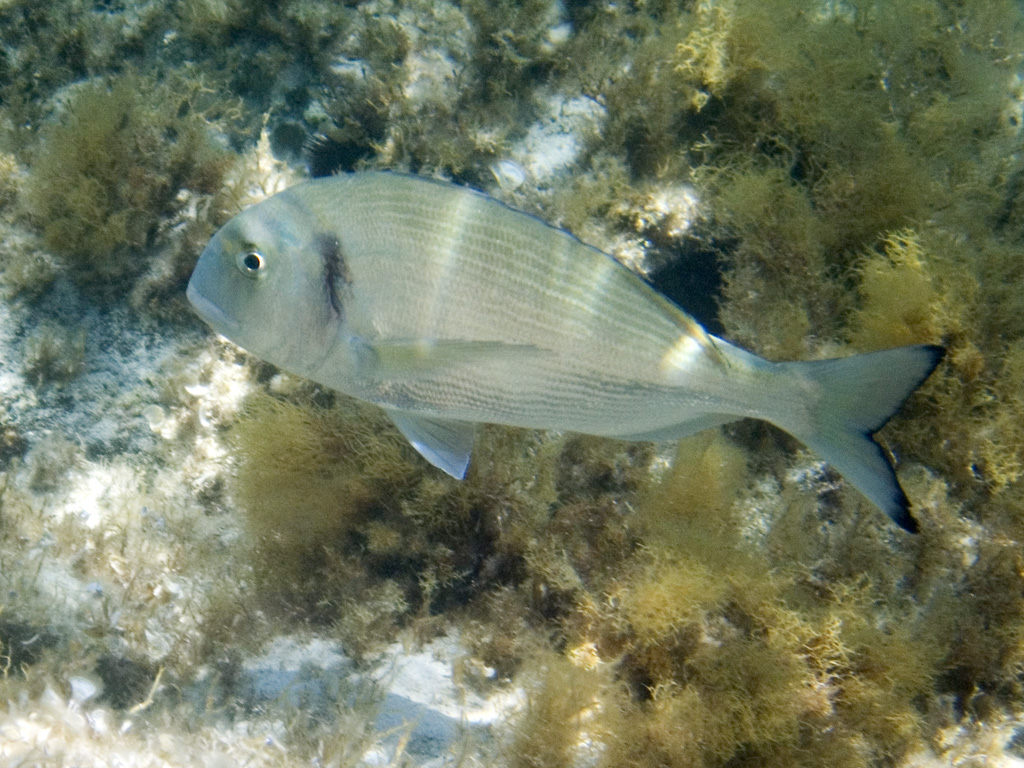
Sparus aurata
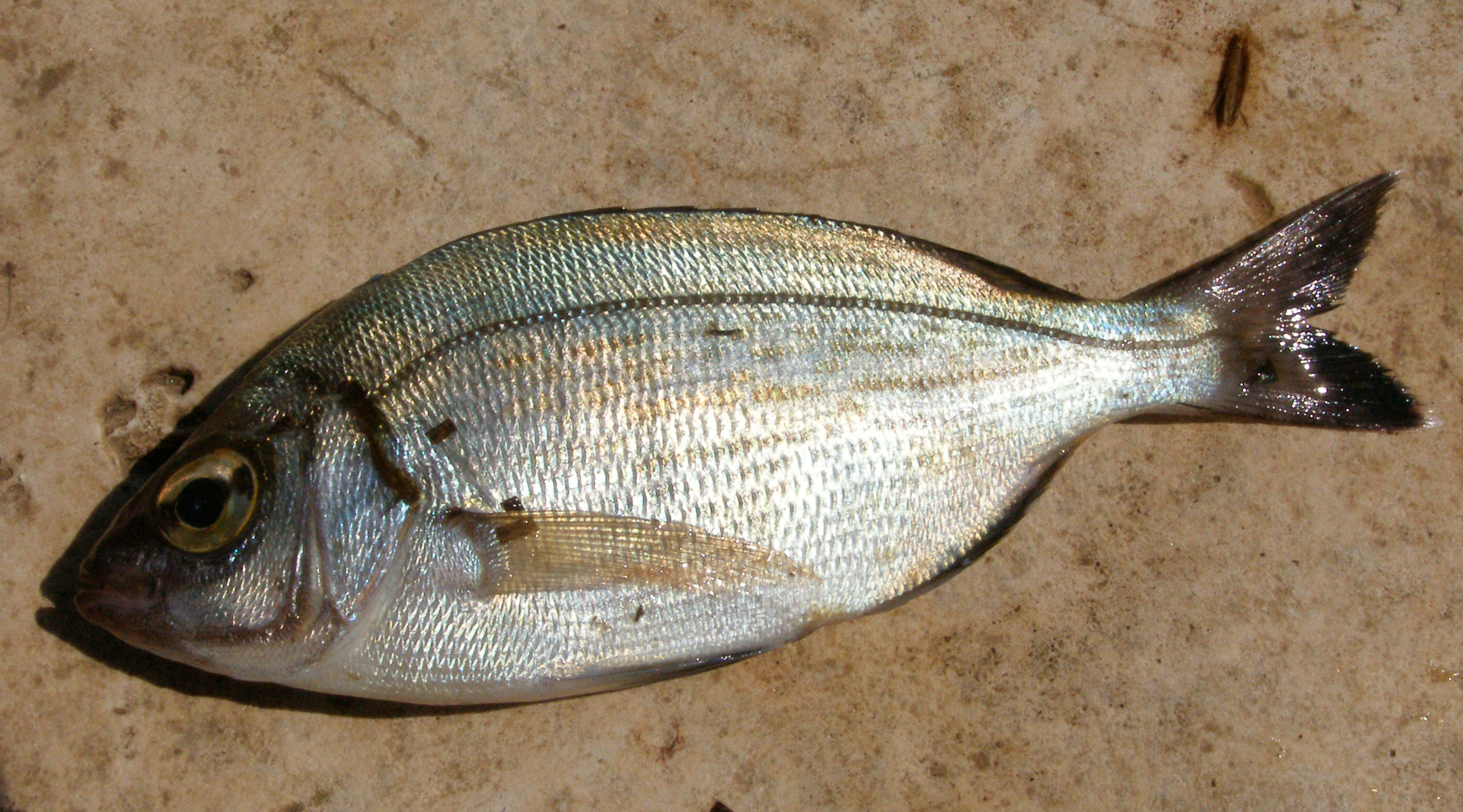
Spondyliosoma cantharus
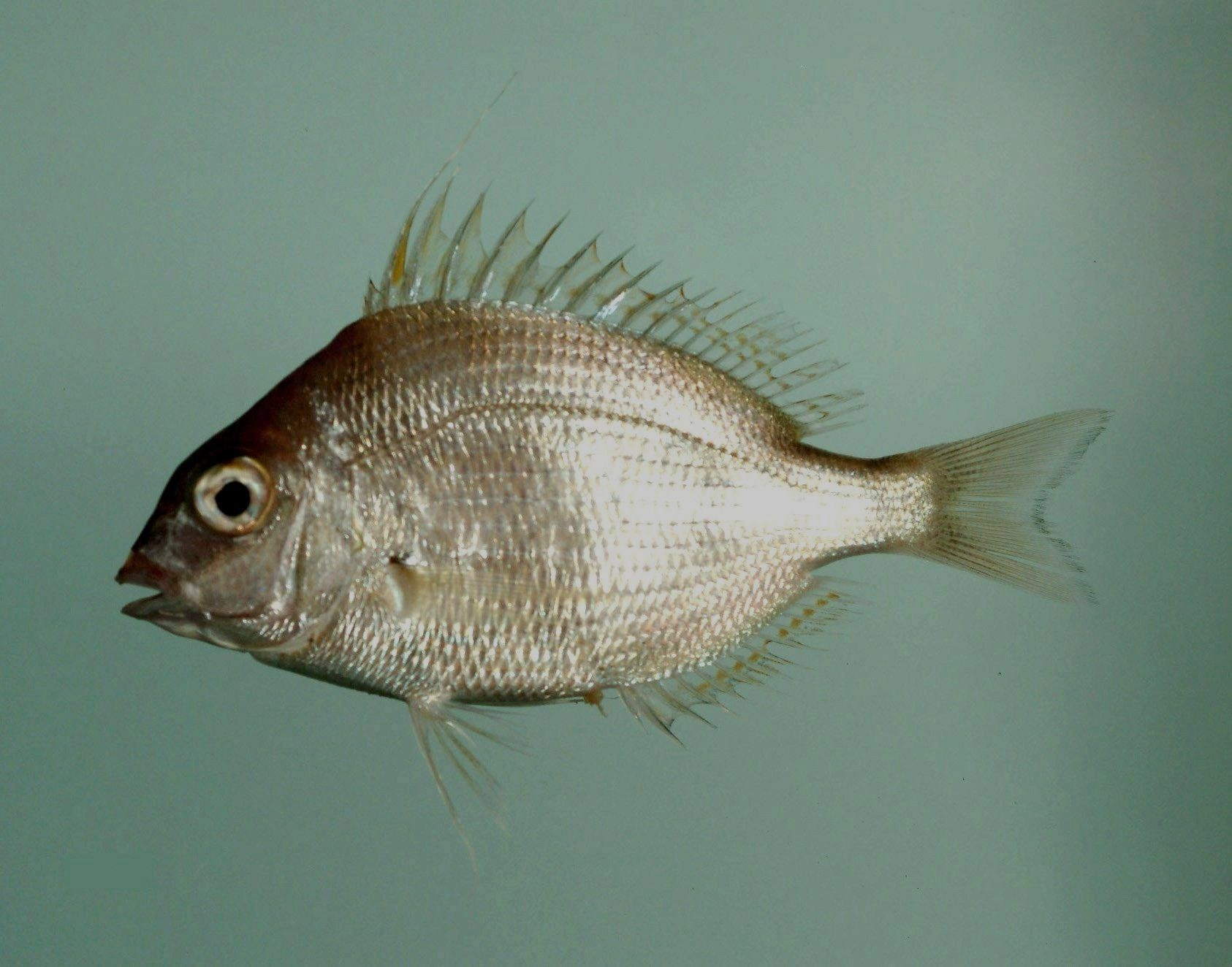
Stenotomus caprinus

## Espèces communes en Méditerranée
En Méditerranée, on trouve notamment : 
- Boops boops - Bogue
- Dentex dentex - Denté commun, denti
- Diplodus annularis - Sparaillon
- Diplodus cervinus - Sar tambour
- Diplodus puntazzo - Sar à museau pointu
- Diplodus sargus - Sar commun de Méditerranée
- Diplodus vulgaris - Sar à tête noire
- Lithognathus mormyrus - Marbré
- Oblada melanura - Oblade
- Pagellus acarne - Pageot acarné
- Pagellus erythrinus - Pageot commun
- Pagrus pagrus - Pagre commun
- Sarpa salpa - Saupe
- Sparus aurata - Dorade (daurade) royale
- Spicara maena - Mendole
- Spicara smaris - Picarel
- Spondyliosoma cantharus - Dorade grise

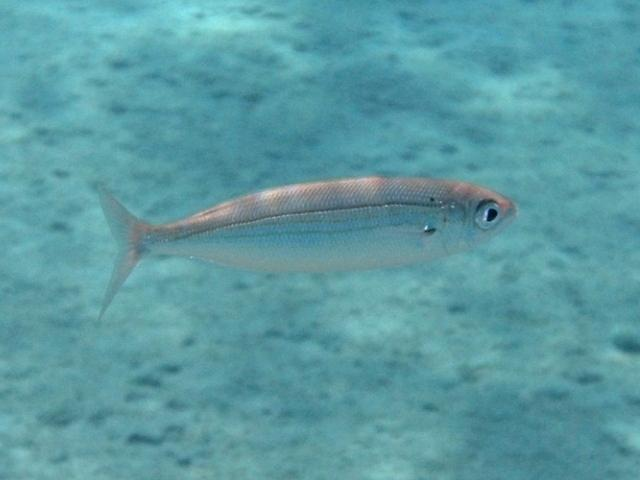
Bogue (Boops boops)
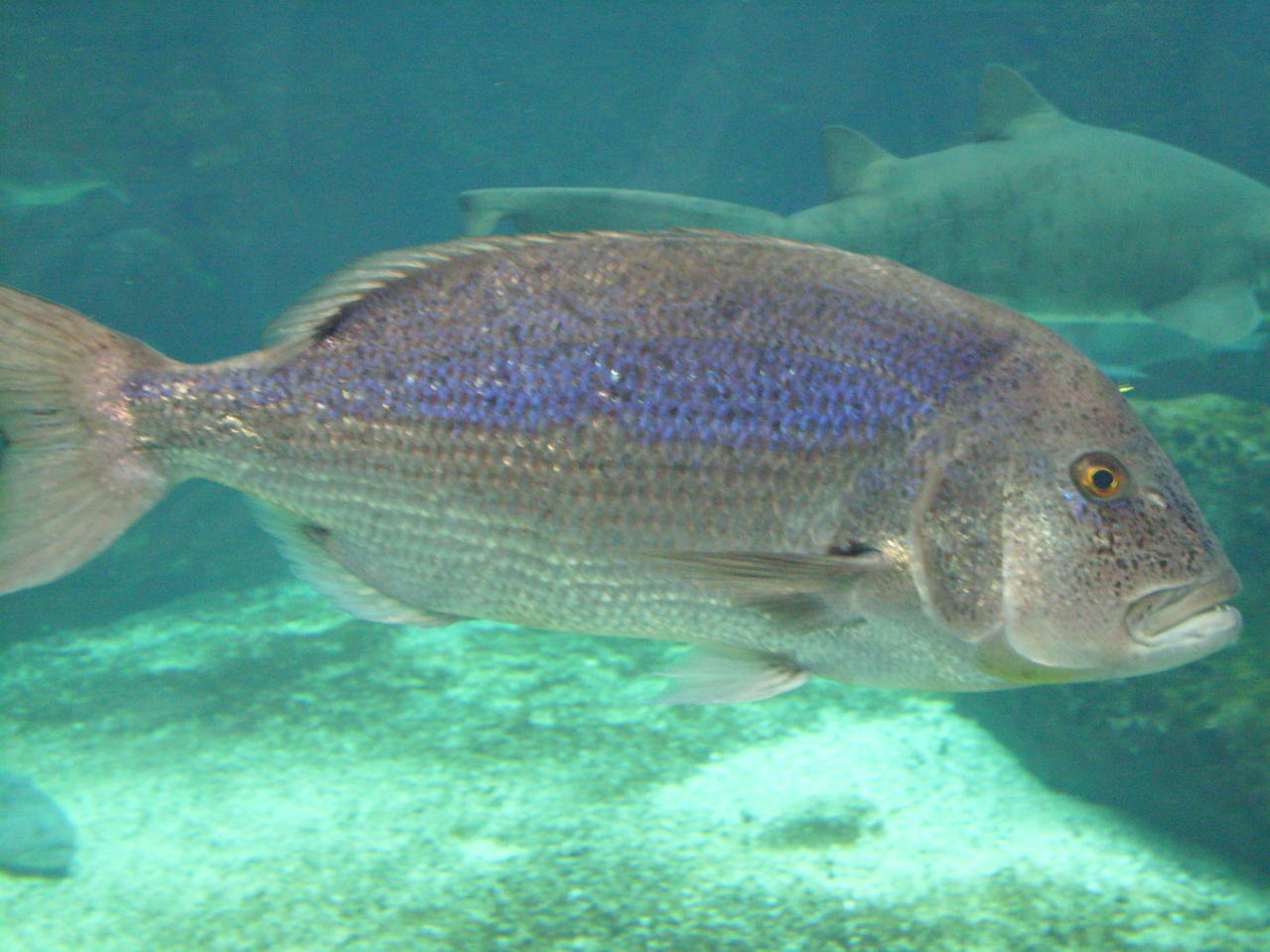
Denté (Dentex dentex)
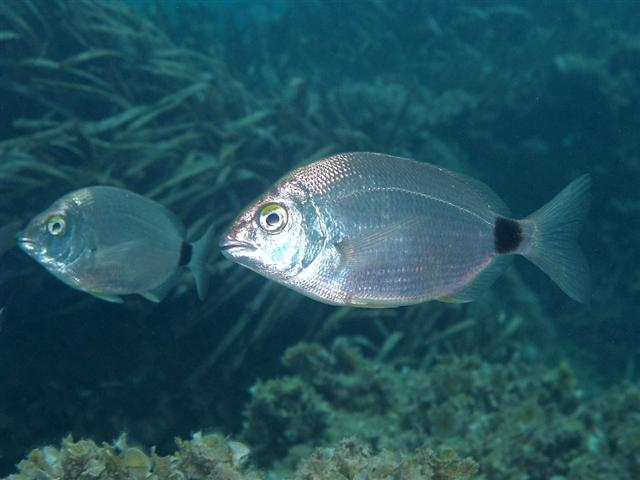
Sparaillon (Diplodus annularis)
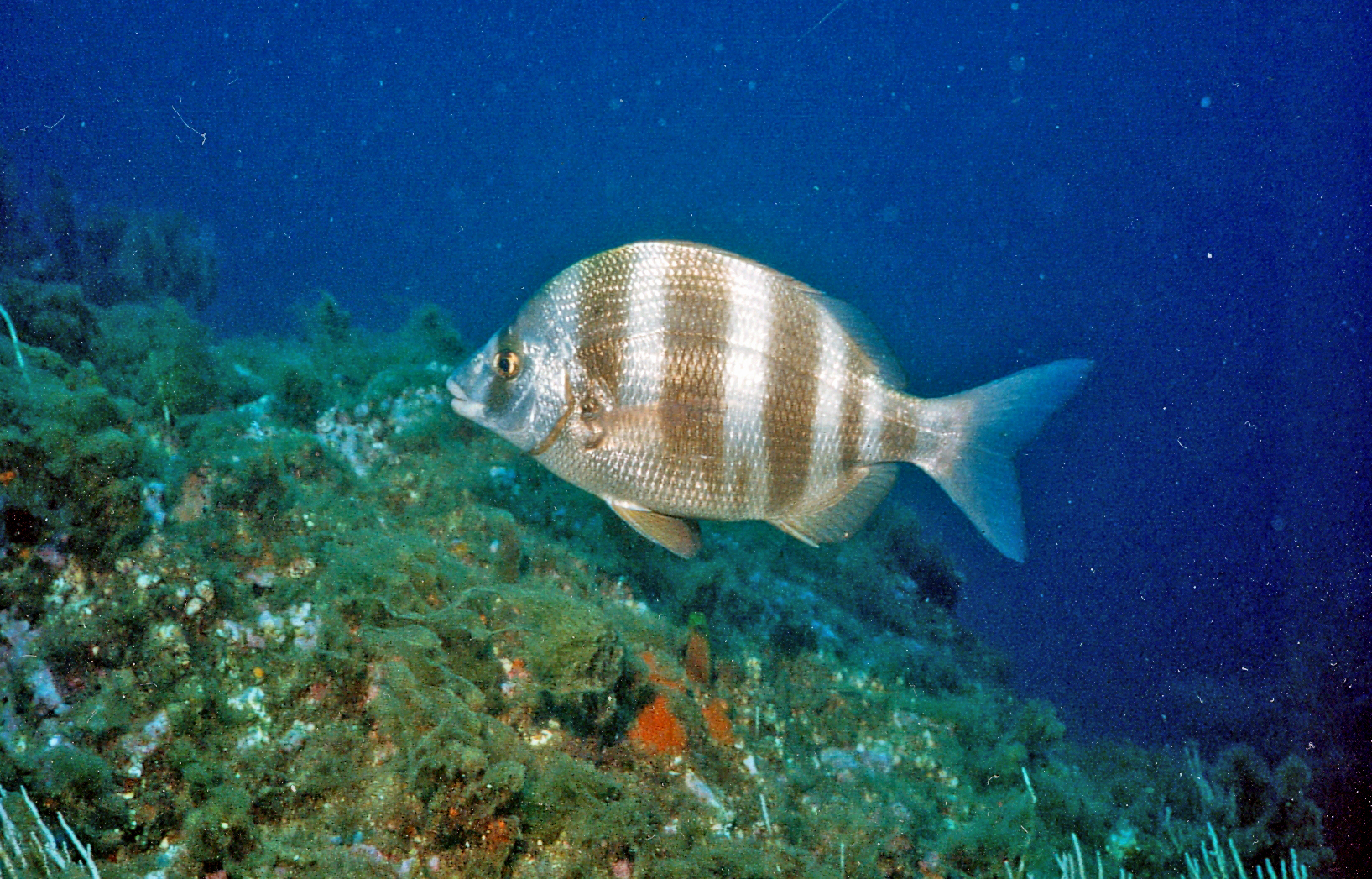
Sar tambour (Diplodus cervinus)
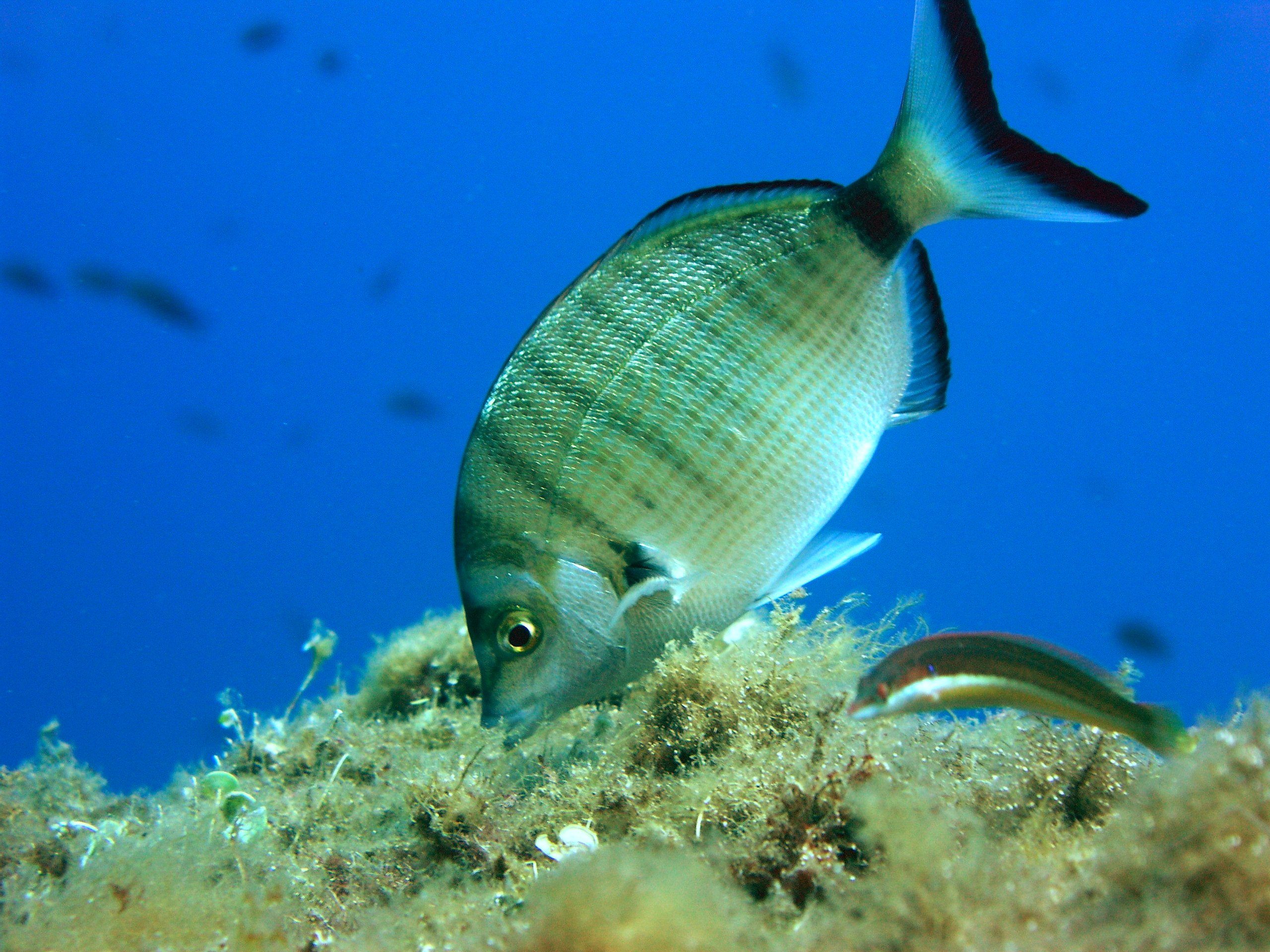
Sar à museau pointu (Diplodus puntazzo)
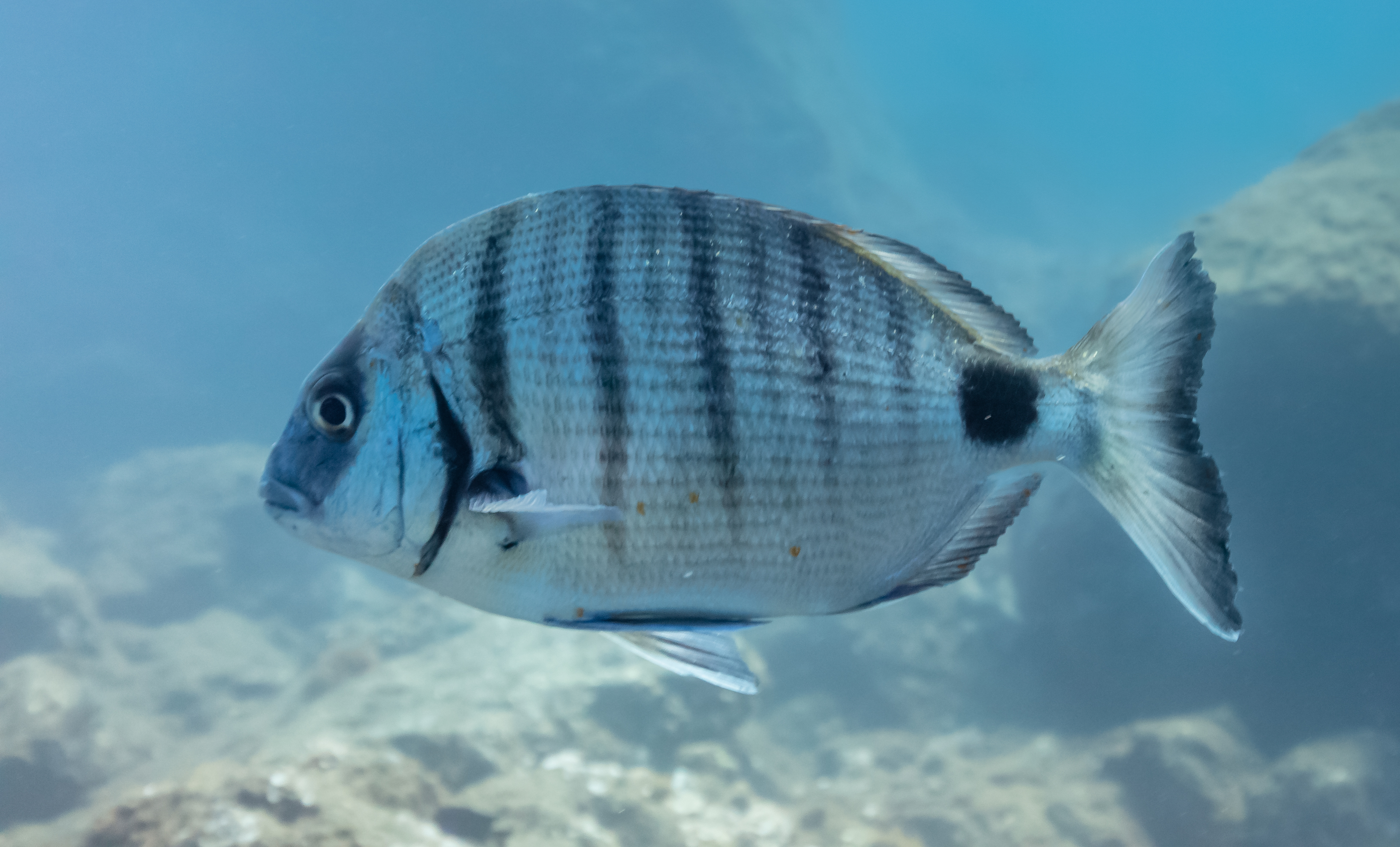
Sar commun (Diplodus sargus)
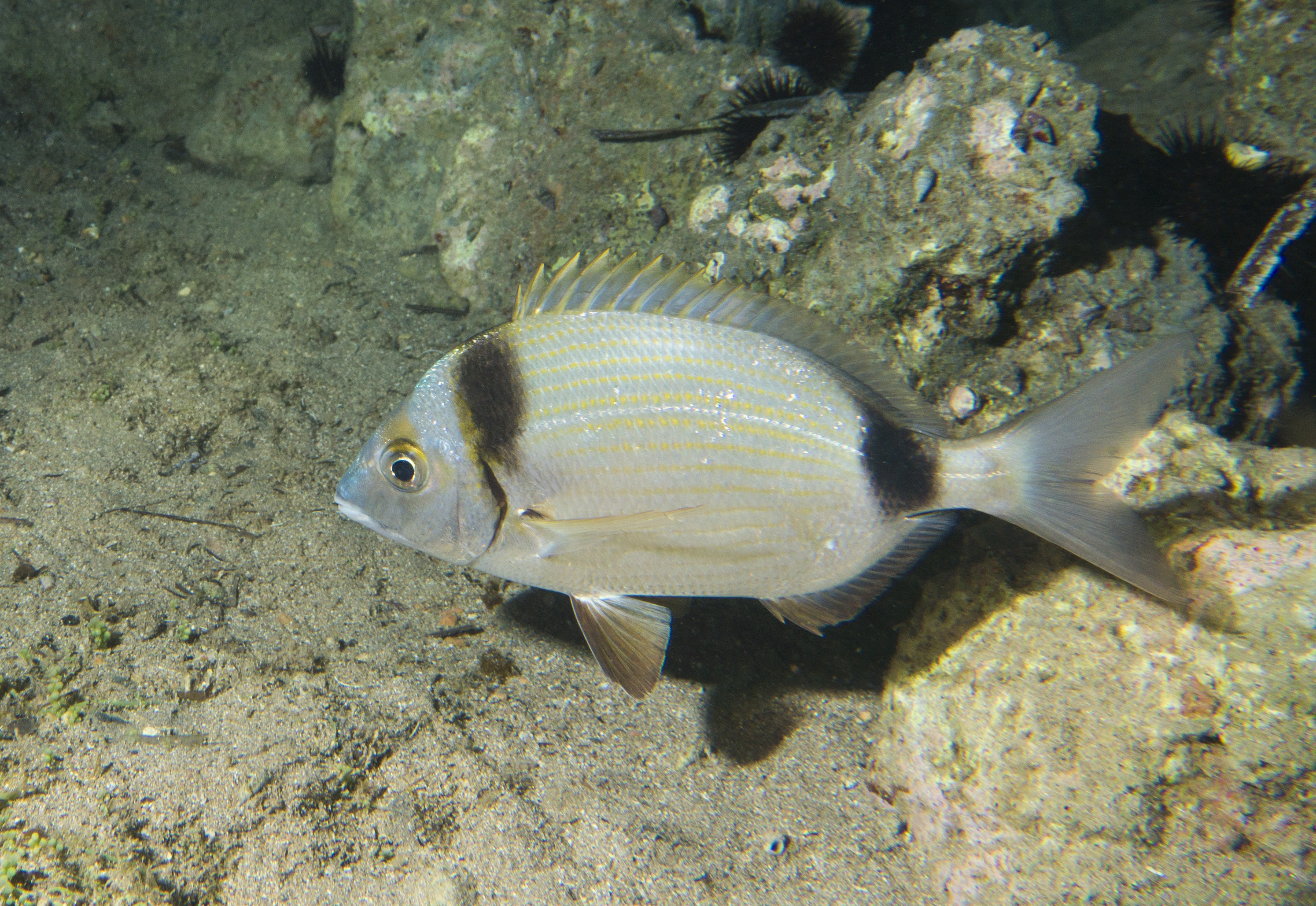
Sar à tête noire (Diplodus vulgaris)
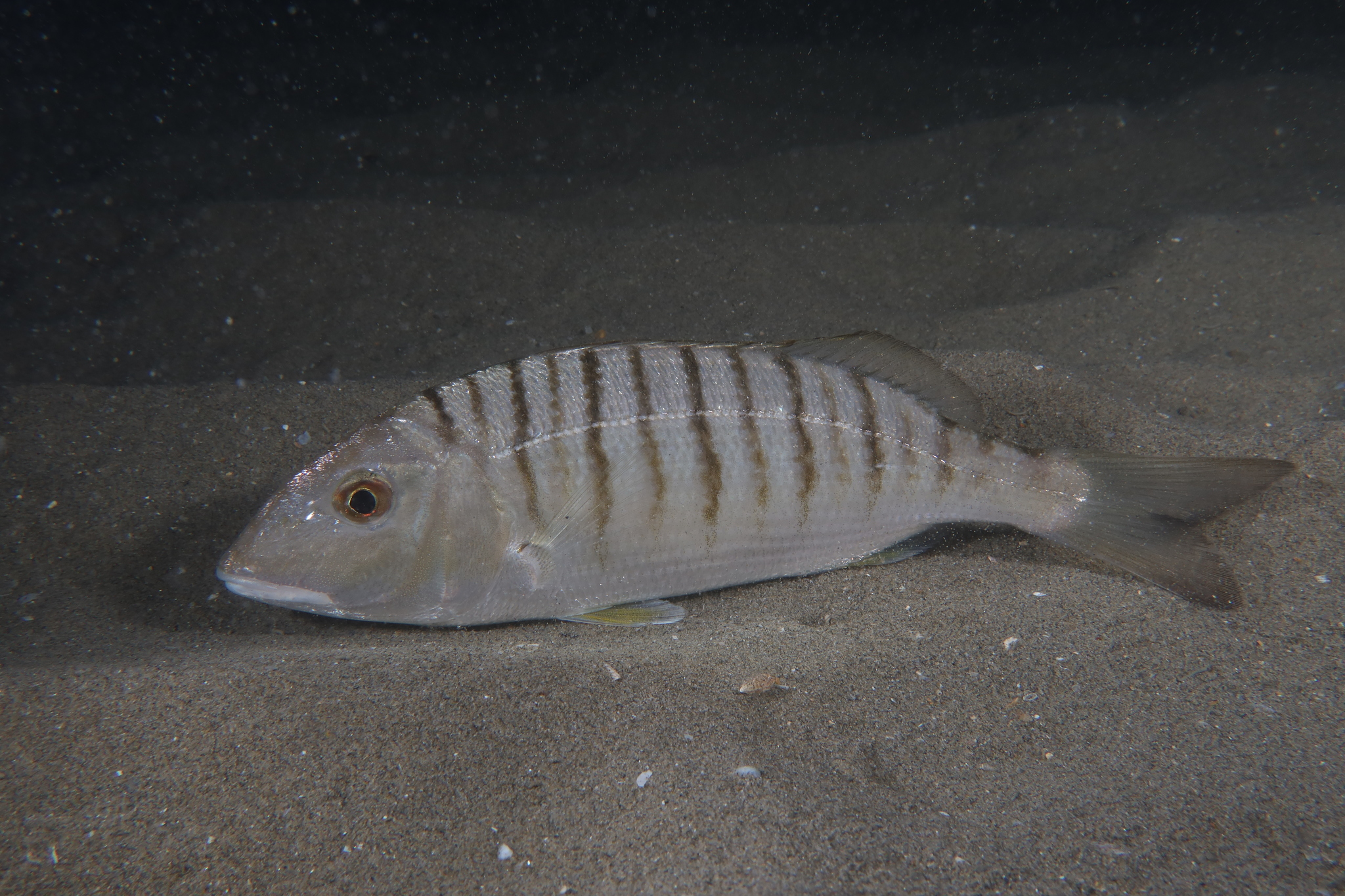
Marbré (Lithognathus mormyrus)
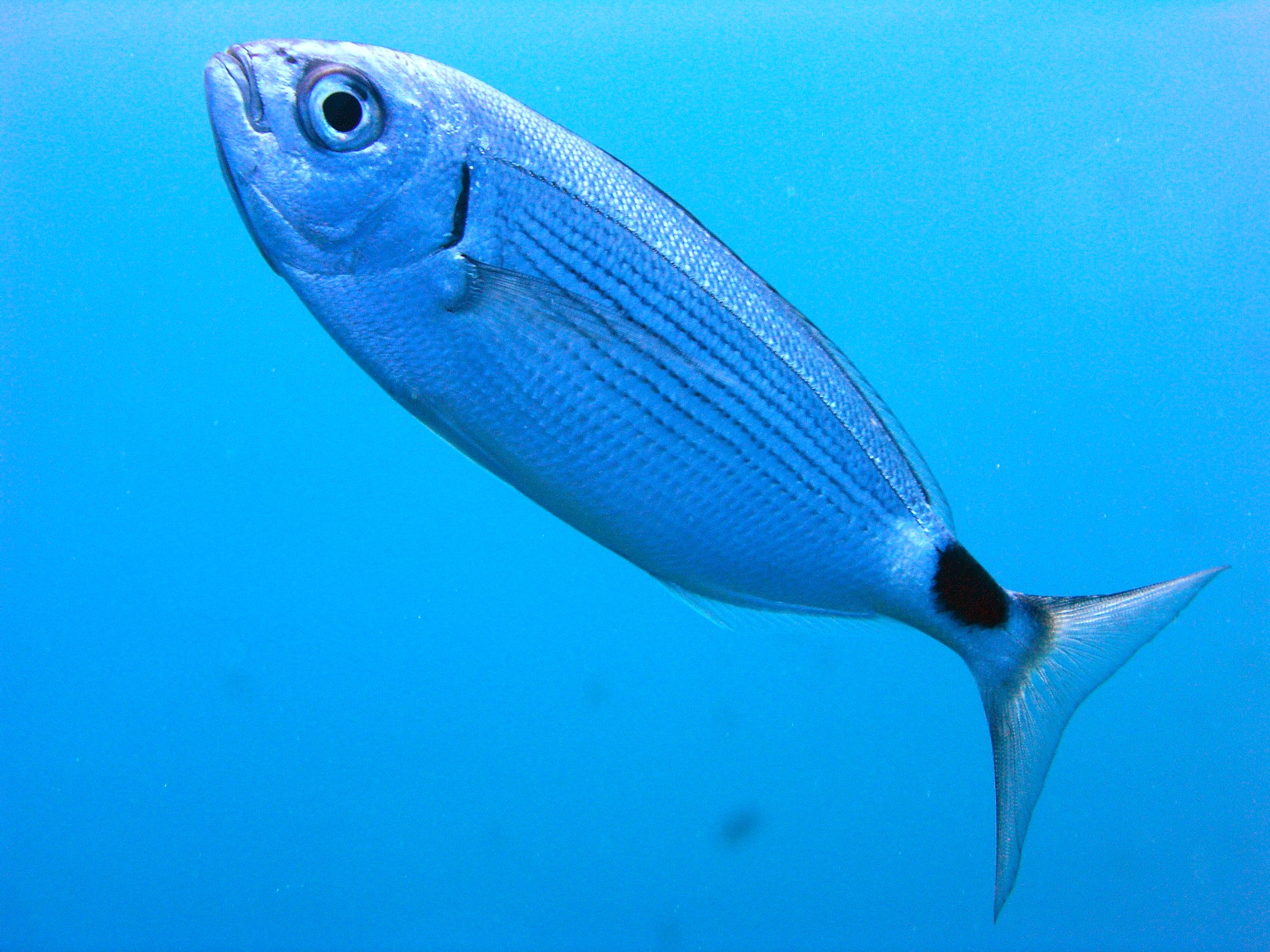
Oblade (Oblada melanura)
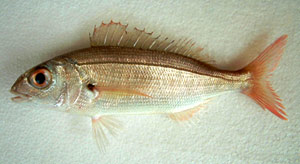
Pageot acarné (Pagellus acarne)
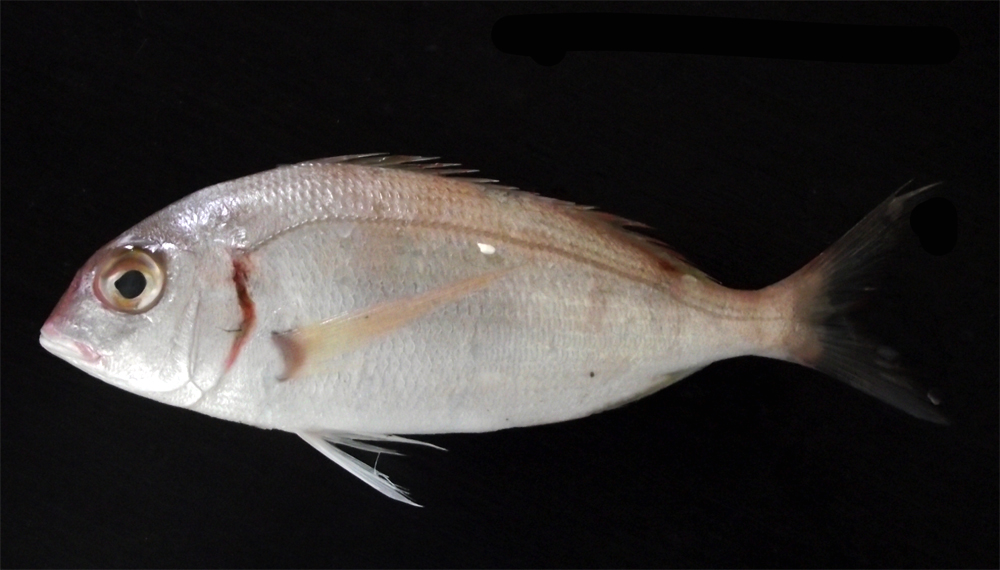
Pageot commun (Pagellus erythrinus)
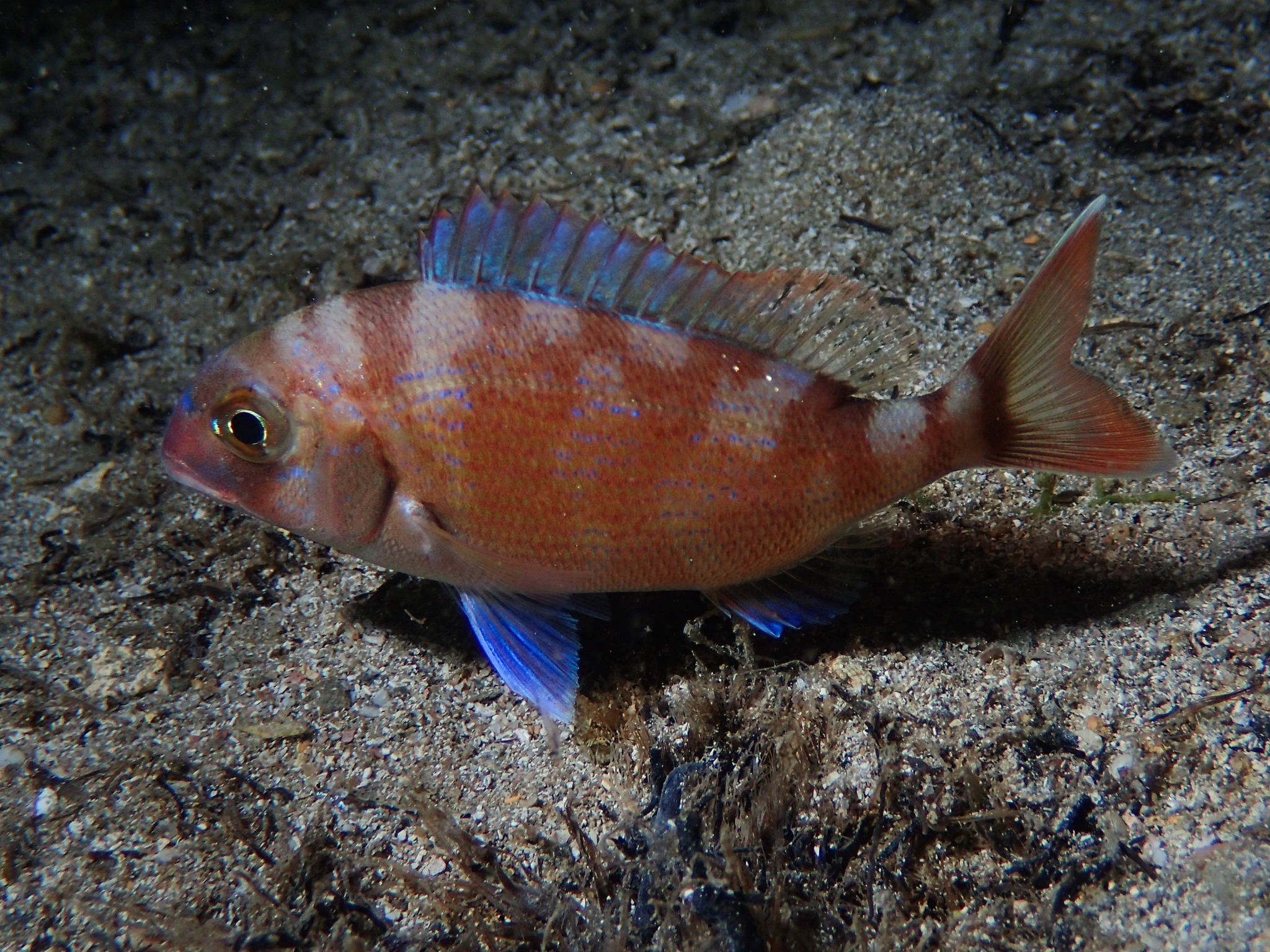
Pagre commun (Pagrus pagrus)
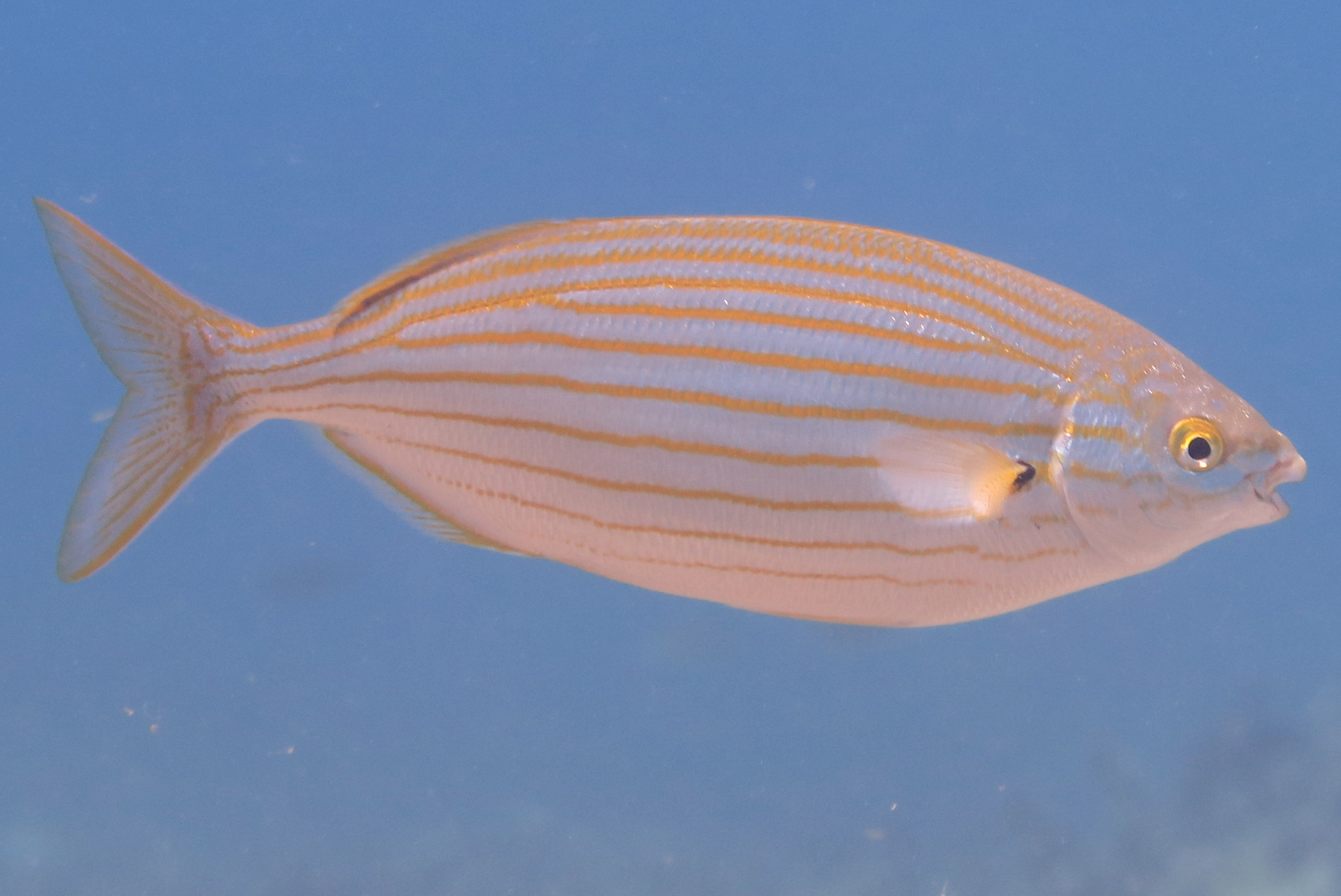
Saupe (Sarpa salpa)
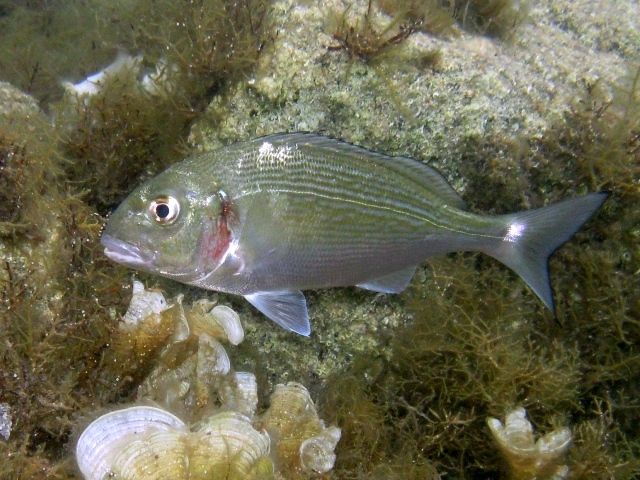
Daurade royale (Sparus aurata)
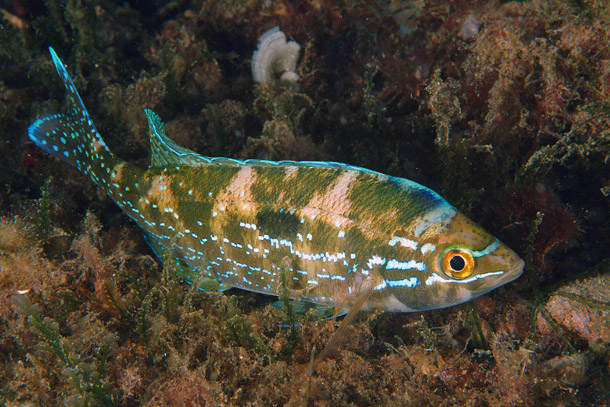
Mendole (Spicara maena)
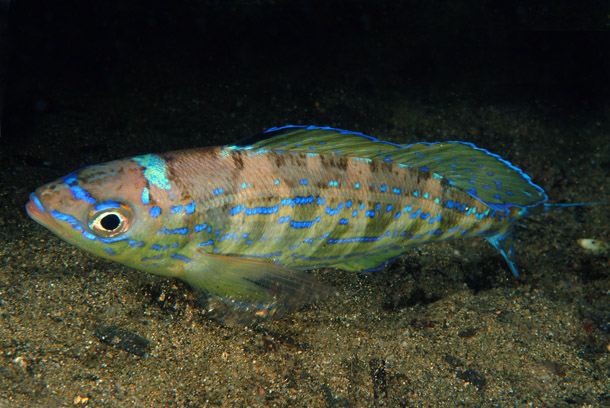
Picarel (Spicara smaris)
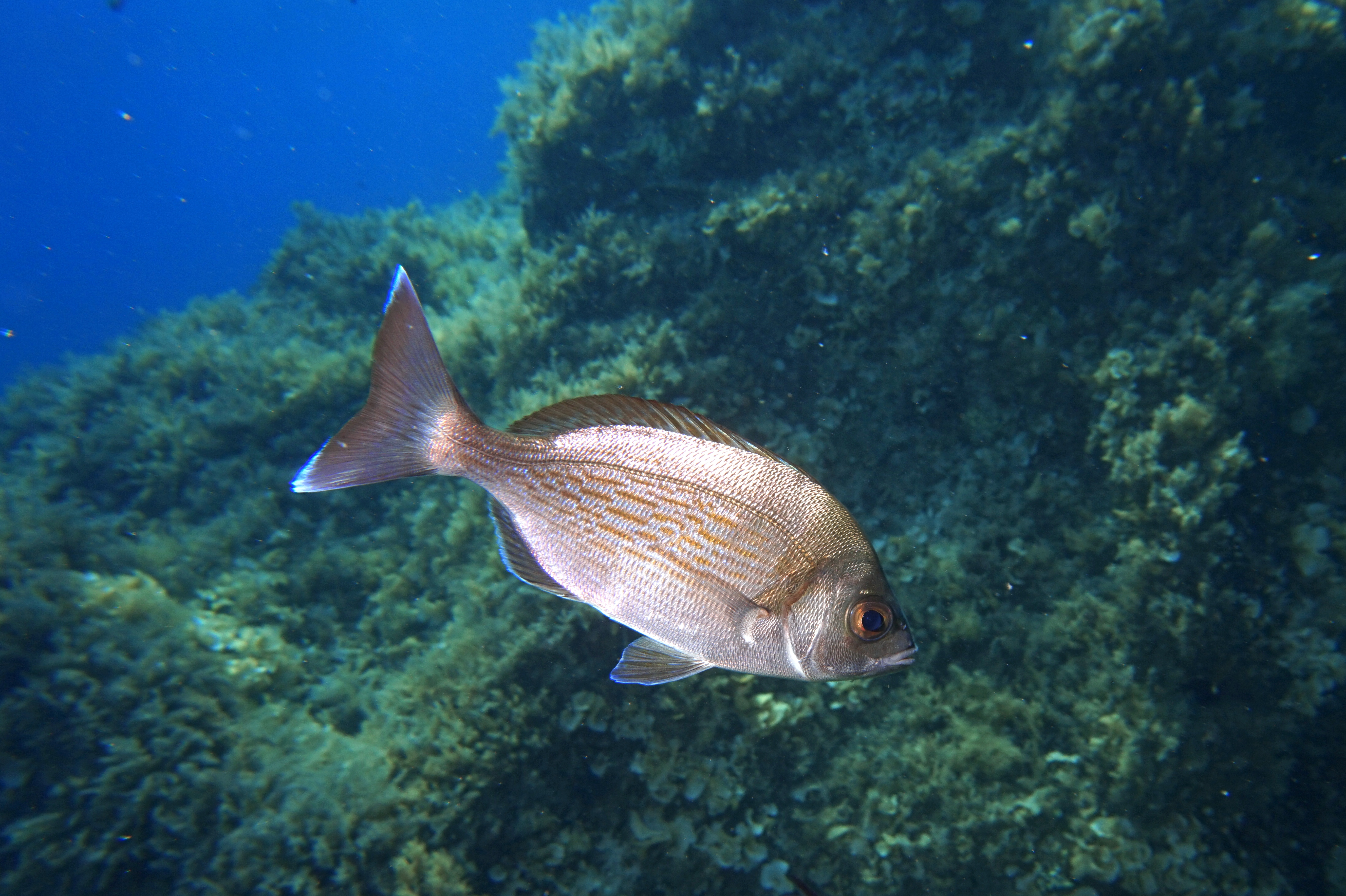
Dorade grise (Spondyliosoma cantharus)